# リヴィウ・チョボタリウ
リヴィウ・チョボタリウ（Liviu Ciobotariu、1971年3月26日 - ）は、ルーマニアの元サッカー選手。元ルーマニア代表。ポジションはディフェンダー。

## 来歴
1996年にルーマニア代表デビュー。1998 FIFAワールドカップでは全4試合に出場、ベスト16となった。また、UEFA EURO 2000にも出場した。2001年までに33試合に出場、3得点をあげた。

## 代表歴

### 出場大会
- ルーマニア代表
  - 1998 FIFAワールドカップ

### 試合数
- 国際Aマッチ 33試合 3得点（1996年-2001年）[1]

| ルーマニア代表 | 国際Aマッチ | 国際Aマッチ |
| 年             | 出場        | 得点        |
| -------------- | ----------- | ----------- |
| 1996           | 1           | 0           |
| 1997           | 2           | 0           |
| 1998           | 9           | 0           |
| 1999           | 8           | 1           |
| 2000           | 9           | 1           |
| 2001           | 4           | 1           |
| 通算           | 33          | 3           |